# 第6回インド国際映画祭
第6回インド国際映画祭（だい6かいインドこくさいえいがさい、6th International Film Festival of India）は、1977年1月3日から同月16日までニューデリーで開催された。この年は海外の映画祭で賞を受賞したインド映画にスポットライトが当てられ、銀孔雀賞（監督賞、主演男優賞、主演女優賞、短編映画賞）と銅孔雀賞（短編映画賞）が創設された。また、この年から映画祭の開催時期が隔年の1月3日から17日の期間に固定され、インド映画輸出公社の主導でインド映画の海外輸出を目的としたフィルム・マーケットが開設された。さらに、この年から「インド・パノラマ部門」も創設されている。

## 受賞結果
- 長編映画部門金孔雀賞：『あにいもうと』 - 今井正
- 短編映画部門金孔雀賞：『After the Silence』